# Carin Hernskog
Carin Jeanette Eleonor Hernskog (ur. 22 lutego 1963 w Göteborgu) – szwedzka narciarka, uprawiająca narciarstwo dowolne. Jej największym sukcesem jest srebrny medal wywalczony na mistrzostwach świata w Tignes. Startowała w skokach akrobatycznych igrzyskach olimpijskich w Calgary, gdzie zajęła 3. miejsce, jednakże konkurencja ta była wtedy jedynie sportem pokazowym i medali nie przyznawano. Na późniejszych igrzyskach Hernskog już nie startowała. Najlepsze wyniki w Pucharze Świata osiągnęła w sezonie 1986/1987, kiedy to zajęła 8. miejsce w klasyfikacji generalnej, a w klasyfikacji skoków akrobatycznych była druga. W sezonie 1985/1986 również była druga w klasyfikacji skoków akrobatycznych.
W 1988 r. zakończyła karierę.

## Osiągnięcia

### Mistrzostwa świata
| Miejsce | Dzień    | Rok  | Miejscowość | Konkurencja        | Zwycięzca      |
| ------- | -------- | ---- | ----------- | ------------------ | -------------- |
| 2.      | 4 lutego | 1986 | Tignes      | Skoki akrobatyczne | Maria Quintana |

### Puchar Świata

#### Miejsca w klasyfikacji generalnej
- sezon 1983/1984: 29.
- sezon 1984/1985: 20.
- sezon 1985/1986: 9.
- sezon 1986/1987: 8.
- sezon 1987/1988: 22.

#### Miejsca na podium
1. Tignes – 13 grudnia 1984 (Skoki akrobatyczne) – 3. miejsce
2. La Sauze – 2 lutego 1985 (Skoki akrobatyczne) – 3. miejsce
3. Oberjoch – 3 marca 1985 (Skoki akrobatyczne) – 2. miejsce
4. La Clusaz – 18 marca 1985 (Skoki akrobatyczne) – 2. miejsce
5. Mont Gabriel – 12 stycznia 1986 (Skoki akrobatyczne) – 2. miejsce
6. Lake Placid – 18 stycznia 1986 (Skoki akrobatyczne) – 2. miejsce
7. Lake Placid – 19 stycznia 1986 (Skoki akrobatyczne) – 1. miejsce
8. Mariazell – 16 lutego 1986 (Skoki akrobatyczne) – 2. miejsce
9. Oberjoch – 2 marca 1986 (Skoki akrobatyczne) – 2. miejsce
10. Voss – 9 marca 1986 (Skoki akrobatyczne) – 2. miejsce
11. Tignes – 11 grudnia 1986 (Skoki akrobatyczne) – 1. miejsce
12. Mont Gabriel – 11 stycznia 1987 (Skoki akrobatyczne) – 1. miejsce
13. Lake Placid – 17 stycznia 1987 (Skoki akrobatyczne) – 3. miejsce
14. Voss – 1 marca 1987 (Skoki akrobatyczne) – 1. miejsce
15. Lake Placid – 17 stycznia 1988 (Skoki akrobatyczne) – 3. miejsce
16. Breckenridge – 24 stycznia 1988 (Skoki akrobatyczne) – 1. miejsce
17. Inawashiro – 31 stycznia 1988 (Skoki akrobatyczne) – 2. miejsce

- W sumie 5 zwycięstw, 8 drugich i 4 trzecie miejsca.